# Вторинна сукцесія

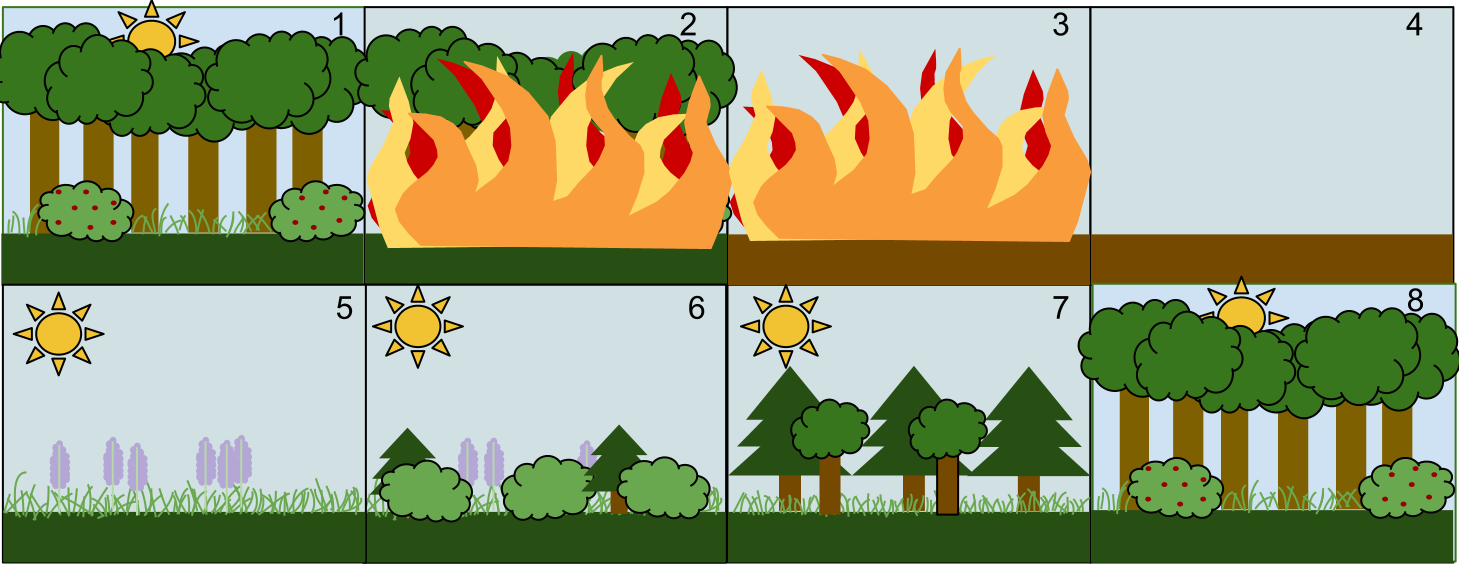
Приклад вторинної сукцесії за стадіями:
1. Область рослинності.
2. Починається порушення, наприклад, пожежа.
3. Вогонь знищує рослинність.
4. Вогонь залишає після себе порожній, але не знищений ґрунт.
5. Першими відростають трави та інші трав'янисті рослини.
6. Невеликі кущі та дерева починають колонізувати територію.
7. Швидкозростаючі вічнозелені дерева та бамбукові дерева розвиваються в повній мірі.
8. Вічнозелені дерева гинуть у міру того, як великі листяні дерева виростають над ними. Екосистема повернулася до подібного стану, з якого і починалась.

Вторинна сукцесія — відновлення природної рослинності після певних порушень, наприклад, відновлення лісів після пожеж. 
Вторинна сукцесія — це екологічна сукцесія, яка відбувається після того, як первинна сукцесія була порушена, але деякі рослини і тварини все ще існують. Зазвичай вона відбувається швидше, ніж первинна сукцесія, оскільки ґрунт вже є, і насіння, коріння та підземні вегетативні органи рослин можуть все ще виживати в ґрунті. 

## Опис
Як приклад вторинної сукцесії зазвичай наводять ялиновий ліс, знищений пожежею. На займаній ним раніше території зберігся ґрунт і насіння. Трав'яне угрупування утвориться вже на наступний рік. Далі можливі варіанти: у вологому кліматі домінує ситник, потім він змінюється малиною, вона  — осикою; у сухому кліматі переважає куничник, що змінюється шипшиною, а шипшина — березою.

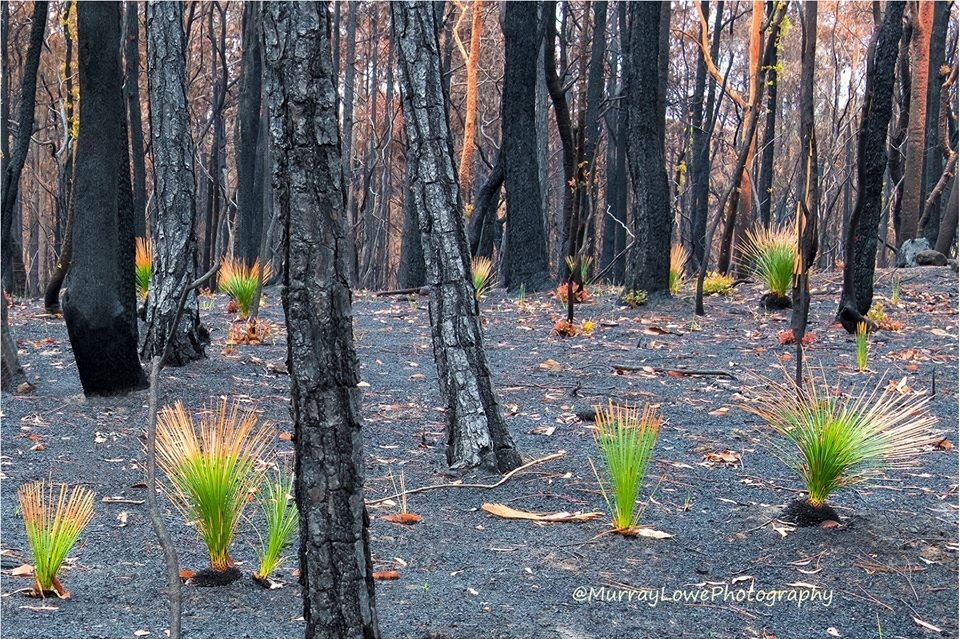
Відновлення лісу після пожежі

Інший приклад: на місці болота виникає листяний ліс, потім на його місці — мішаний ліс, а кінцева стадія — тайга.